# Esquí alpí als Jocs Olímpics d'hivern de 1980
Als Jocs Olímpics d'Hivern de 1980 celebrats a la ciutat de Lake Placid (Estats Units) es disputaren sis proves d'esquí alpí, tres en categoria masculina i tres més en categoria femenina. Les proves es realitzaren entre els dies 14 i 21 de febrer de 1980 a les instal·lacions de Whiteface Mountain.
Hi participaren un total de 174 esquiadors, entre ells 108 homes i 66 dones, de 30 comitès nacionals diferents.
Els resultats d'aquestes proves són considerats, així mateix i per última vegada, vàlids per al Campionat del Món d'esquí alpí.

## Resum de medalles

### Categoria masculina
| Prova                  | Or               | Argent            | Bronze          |
| Descens Detalls        | Leonhard Stock   | Peter Wirnsberger | Steve Podborski |
| Eslàlom gegant Detalls | Ingemar Stenmark | Andreas Wenzel    | Hans Enn        |
| Eslàlom Detalls        | Ingemar Stenmark | Phil Mahre        | Jacques Lüthy   |

### Categoria femenina
| Prova                  | Or                    | Argent            | Bronze             |
| Descens Detalls        | Annemarie Moser-Pröll | Hanni Wenzel      | Marie-Theres Nadig |
| Eslàlom gegant Detalls | Hanni Wenzel          | Irene Epple       | Perrine Pelen      |
| Eslàlom Detalls        | Hanni Wenzel          | Christa Kinshofer | Erika Hess         |

## Medaller
| Posició | País          | Or | Argent | Bronze | Total |
| 1       | Liechtenstein | 2  | 2      | 0      | 4     |
| 2       | Àustria       | 2  | 1      | 1      | 4     |
| 3       | Suècia        | 2  | 0      | 0      | 2     |
| 4       | RFA           | 0  | 2      | 0      | 2     |
| 5       | Estats Units  | 0  | 1      | 0      | 1     |
| 6       | Suïssa        | 0  | 0      | 3      | 3     |
| 7       | Canadà        | 0  | 0      | 1      | 1     |
| 7       | França        | 0  | 0      | 1      | 1     |
|         |               |    |        |        |       |
| Total   | Total         | 6  | 6      | 6      | 18    |